# Смрт пуковника Кузмановића
„Смрт пуковника Кузмановића” је југословенски ТВ филм из 1981. године. Режирао га је Миленко Маричић а сценарио је написао Миладин Шеварлић.

## Улоге
| Глумац                     | Улога                                       |
| -------------------------- | ------------------------------------------- |
| Ксенија Јовановић          | Јелена                                      |
| Љуба Тадић                 | Пуковник Јован Кузмановић, брат Христивојев |
| Татјана Лукјанова          | Лепосава                                    |
| Предраг Тасовац            | Христивоје, муж Јеленин                     |
| Неда Спасојевић            | Марија, ћерка Јеленина                      |
| Драгољуб Милосављевић Гула | Ћирица Јевђенијевић                         |
| Љубица Ковић               | Баба, мајка Јеленина                        |
| Богдан Диклић              | Синиша                                      |
| Стела Ћетковић             | Саша, ћерка Маријина                        |
| Тихомир Арсић              | Миша Алимпић, друг Шашин                    |
| Марија Васиљевић           | Ана, служавка                               |